# Die Zeit im Bild

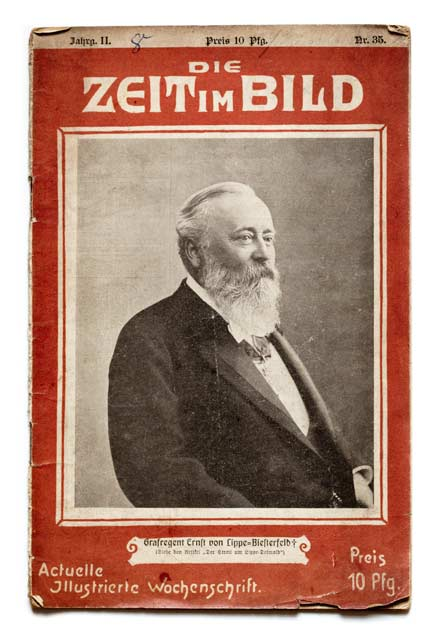
Die Zeit im Bild, Heft 35, 1904

Die Zeit im Bild Actuelle Illustrierte Wochenschrift war eine von 1903 bis 1919 wöchentlich erscheinende deutsche Illustrierte. Als Herausgeber der abgebildeten Ausgabe Nr. 35 von 1904, Jahrgang II, Preis 10 Pfg., zeichnete Alexis Schleimer, für die Redaktion Alfred Lorek. Schleimer war auch Herausgeber der Zeitschriften Die Laterne. Kritische Wochenschrift und Satyr. Im Bestand der Deutschen Nationalbibliothek befinden sich die Ausgaben von 1.1903 bis 14.1916.

## Geschichte
Laut Deutscher Nationalbibliothek erschien das Blatt anfangs bei der Verlags-Gesellschaft Berlin, 1914 bei Paß & Garleb, Berlin, und 1917 bei Wegener, Berlin, und wurde vermutlich im Laufe des Jahrgangs 16.1919 eingestellt, nachdem es seit Anfang 1917 nur noch unregelmäßig erschienen war.

## Besonderheiten

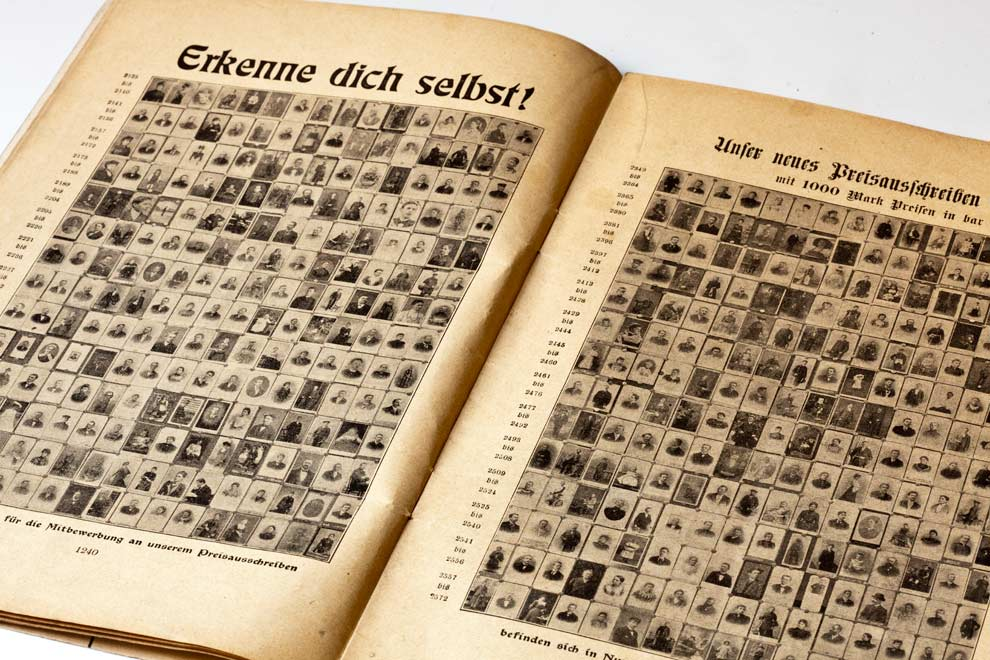
Bilderrätsel in Heft 35, 1904

Die abgebildete Ausgabe hat in etwa A5-Format und umfasst 32 Seiten. Das Titelbild zeigt den am 26. September verstorbenen Graf-Regenten Ernst zur Lippe-Biesterfeld. Der Inhalt dieses Hefts reicht von „Unser neues Preisausschreiben, mit 1000 Mark Preisen in bar“ über einen Fortsetzungsroman („Die russische Spionin, von Sergei D...“) bis zu ausführlichen Berichten über den Russisch-Japanischen Krieg. Hier ergreift der Autor eindeutig Partei für Japan. Ein Foto zeigt z. B. ein schwer angeschossenes russisches Kriegsschiff und ist untertitelt mit „Japanische Treffsicherheit“.
Herausgeber Schleimer hatte einen Sinn für Satire. In einem Artikel über die US-Politik macht sich der Autor sowohl über den amerikanischen Präsidenten Theodore Roosevelt als auch über dessen neuen Kriegsminister William Howard Taft lustig: „Vielleicht, so sagten einige Spötter, hat sein neuer Staatssekretär des Krieges, Mr. Taft, Roosevelt auf den Gedanken gebracht, eine Friedenskonferenz anzuregen, denn der alte Herr schaut so bieder, so urgemütlich drein, daß ihm schon eher Friedens- als Kriegs-Gedanken zuzutrauen sind...“ Taft wurde fünf Jahre später selbst 27. Präsident der Vereinigten Staaten.